# Dynastie Taungû
1485/1510–1752
Entités précédentes :
- Royaume d'Ava

Entités suivantes :
- Dynastie Konbaung

La dynastie Taungû (ou Toungou) fut une des plus puissantes de l'histoire de la Birmanie. Elle régna sur le Second Empire birman entre 1510 et 1752, quand elle fut abattue par les Môns de Pégou. La dynastie Konbaung lui succéda presque immédiatement.

## Histoire
Le roi Mingyinyo (Minkyinyo, 1485-1530) fonda la première dynastie Taungû (1486-1599) dans la ville du même nom (Taungû, ou Kaytumadi), vers la fin du royaume d'Ava. Il devint indépendant de celui-ci en 1510. Après la conquête d'Ava par les Shans en 1527, de nombreux birmans émigrèrent à Taungû, qui devint leur nouveau centre politique. Dans les années qui suivirent, Mingyinyo soumit une partie des peuples shans.
Son fils, le roi Tabinshwehti (1531-1550), consolida son pouvoir en unifia la plus grande partie de la Birmanie. Il l'étendit vers le sud en s'emparant du delta de l'Irrawaddy et en détruisant le royaume môn d'Hanthawaddy (Pégou). En 1544, il se fit couronner roi de toute la Birmanie dans l'ancienne capitale Bagan, prenant ainsi symboliquement la succession du royaume de Pagan (849-1287). À cette époque, la situation géopolitique de l'Asie du Sud-Est avait beaucoup changé. Les Siamois avaient constitué un nouveau royaume autour d'Ayutthaya, tandis que les Portugais, dans le sud, s'étaient emparés de Malacca. Avec l'arrivée des marchands européens, la Birmanie était redevenue un centre d'échanges important et Tabinshwehti transféra sa capitale à Pégou, située stratégiquement pour le commerce. Il commença à rassembler une armée pour attaquer l'état côtier d'Arakan. Il fut repoussé, mais put néanmoins gagner le contrôle de la Basse-Birmanie jusqu'à Prome. Son armée en retraite attaqua le royaume d'Ayutthaya, contre lequel elle connut également la défaite. Sa campagne pour reprendre Ava fut également infructueuse. Une période de troubles s'ensuivit parmi les peuples conquis et Tabinshwehti fut assassiné en 1551.
Son beau-frère Bayinnaung lui succéda sur le trône. Son règne de 30 ans fut marqué par de multiples conquêtes, notamment celle du Manipur (1560) et d'Ayutthaya (1564). Dirigeant énergique et bon général, Bayinnaung fit de son royaume le plus puissant d'Asie du Sud-Est, étendant ses frontières du Laos à Ayutthaya. Ces guerres épuisèrent néanmoins ses ressources, et aussi bien Manipur qu'Ayutthaya, sous domination birmane pendant 15 ans, reprirent bientôt leur indépendance. Bayinnaung était résolu à mener une attaque décisive contre l'Arakan, lorsqu'il mourut en 1581. Son fils Nandabayin et ses successeurs durent mater des rébellions dans d'autres parties du royaume et la victoire sur l'Arakan n'eut jamais lieu.
Aux prises avec le soulèvement de plusieurs villes et des incursions portugaises répétées, la dynastie de retira du sud de la Birmanie et refonda la dynastie à Ava, sous le nom de dynastie Nyaungyan, ou Dynastie Toungou restaurée (1597-1752). Un petit-fils de Bayinnaung, Anaukpeitlun (1605-1628), réunifia à nouveau la Birmanie en 1613 et repoussa définitivement les tentatives portugaises de s'emparer du pays, mais son empire se désintégra progressivement. La dynastie survécut encore un siècle et demi, mais ne domina plus jamais toute la Birmanie. Un des successeurs d'Anaukpeitlun, Thalun (1629-1648) rétablit les principes de l'ancien royaume de Pagan, mais il concentra ses efforts sur les aspects religieux et négligea le sud de son royaume. En se basant sur son enquête fiscale de 1635, on estime la population du royaume à cette époque à environ 2 millions de personnes. Encouragé par les Français [réf. nécessaire], Pégou se révolta finalement contre Ava en 1740, affaiblissant encore la dynastie, qui s'effondra en 1752.

## Liste des souverains
| Nom           | Relation             | Dates de règne | Notes                            |
| ------------- | -------------------- | -------------- | -------------------------------- |
| Mingyinyo     |                      | 1510-1531      | fondateur                        |
| Tabinshwehti  | fils                 | 1531-1551      | transféra sa capitale à Pégou    |
| Bayinnaung    | beau-frère           | 1551-1581      | plus grande extension du royaume |
| Nandabayin    | fils                 | 1581-1599      |                                  |
| Nyaungyan Min | frère                | 1599-1606      |                                  |
| Anaukpeitlun  | fils                 | 1606-1628      |                                  |
| Minyedaikpa   | fils                 | 1628           |                                  |
| Thalun        | frère d'Alaukpeitlun | 1629-1648      | refonda la dynastie à Ava        |
| Pindale       | fils                 | 1648-1661      |                                  |
| Pye Min       | frère                | 1661-1672      |                                  |
| Narawara      | fils                 | 1672           |                                  |
| Minyekyawdin  | frère                | 1673-1698      |                                  |
| Sanay         | fils                 | 1698-1714      |                                  |
| Taninganwe    | fils                 | 1714-1733      |                                  |
| Mahadammaya   | fils (1714-1754)     | 1733-1752      |                                  |